# Alpinia vitellina
Alpinia vitellina là một loài thực vật có hoa trong họ Gừng. Loài này được (Lindl.) Ridl. mô tả khoa học đầu tiên năm 1899.